# Edmund Landau
Edmund Georg Hermann Landau (Berlino, 14 febbraio 1877 – Berlino, 19 febbraio 1938) è stato un matematico tedesco.
Fu autore di oltre 250 articoli sulla teoria dei numeri.

## Biografia
Edmund Landau nacque a Berlino da un'agiata famiglia ebrea.  Il padre Leopold era ginecologo;  la madre, Johanna Jacoby, apparteneva a una nota famiglia di banchieri. Studiò matematica all'Università di Berlino, conseguendo il dottorato nel 1899 e l'abilitazione per l'insegnamento universitario nel 1901. Nel 1905 sposò Marianne Ehrlich, figlia del biologo Paul Ehrlich, cui fu assegnato il Premio Nobel per la medicina nel 1908.
Landau insegnò presso l'Università di Berlino dal 1899 al 1909 e dal 1909 anche a Gottinga, avanguardia degli studi matematici dell'epoca. Dal 1920 diede impulso alla nascita dell'Università Ebraica di Gerusalemme e apprese l'ebraico, nell'eventualità di un trasferimento. Alla cerimonia inaugurale dell'Università Ebraica (2 aprile 1925) tenne una prolusione in ebraico sui Problemi risolti e irrisolti nella teoria elementare dei numeri. Nel 1927 Landau, trasferitosi con la famiglia in  Palestina, vi prese ad insegnare regolarmente.  Successivamente, sia per le difficoltà incontrate dalla famiglia per ambientarsi, sia per dissapori con i colleghi più prestigiosi, tornò ad insegnare a Gottinga, fino a quando il regime nazista lo espulse nel 1933. Morì poco dopo a Berlino.
Nel 1903 Landau fornì una dimostrazione molto più semplice (di quella fino ad allora nota) del teorema dei numeri primi; in seguito espose la prima trattazione sistematica della Teoria analitica dei numeri.
Secondo il giudizio di Godfrey Harold Hardy "Landau fu il più appassionato devoto della matematica".